# 9378 Nancy-Lorraine
9378 Nancy-Lorraine là một tiểu hành tinh vành đai chính với chu kỳ quỹ đạo là 2064.7936847 ngày (5.65 năm).
Nó được phát hiện ngày 18 tháng 8 năm 1993.